# Гайзинькалнс
Га́йзинькалнс (латыш. Gaiziņkalns) или Га́йзиньш (латыш. Gaiziņš) — высочайший холм Латвии. Высота над уровнем моря — 311,94 м; высота от подножья горы — 61,6 м. Находится на Видземской возвышенности, в Мадонском крае.
На самой вершине находится памятный камень, на котором сказано, что «17 августа 1930 года высочайшую вершину Латвии посетил президент Альберт Квиесис». На гору идёт 5 подъёмников (оборудованы лыжные базы). В 1978 году было начато строительство 45 метровой смотровой площадки на самой вершине, которая в итоге так и осталась недостроенной и долгое время находилась в аварийном состоянии, пока не была демонтирована путем подрыва зимой 2012 года. В хорошую погоду с холма можно увидеть башни Цесвайнского замка, который находится в 24 км от холма.

## Климатические особенности
В окрестностях Гайзинькалнса осадков выпадает больше, чем в среднем по стране. Снежный покров образуется на 10—15 дней раньше, чем в целом по стране. Также снежный покров сходит позже на 10—15 дней, чем в остальных районах. На Видземской возвышенности снежный покров может держаться до 5—10 апреля. По данным энциклопедии «Советская Латвия», на метеорологической станции «Гурели» зафиксированы отдельные года, когда снег в районе Гайзинькалнса сохранялся до середины мая.